# Acanthophoenix rubra
Acanthophoenix rubra är en enhjärtbladig växtart som först beskrevs av Jean-Baptiste Bory de Saint-Vincent, och fick sitt nu gällande namn av Hermann Wendland. Acanthophoenix rubra ingår i släktet Acanthophoenix och familjen Arecaceae. IUCN kategoriserar arten globalt som akut hotad. Inga underarter finns listade i Catalogue of Life.

## Bildgalleri

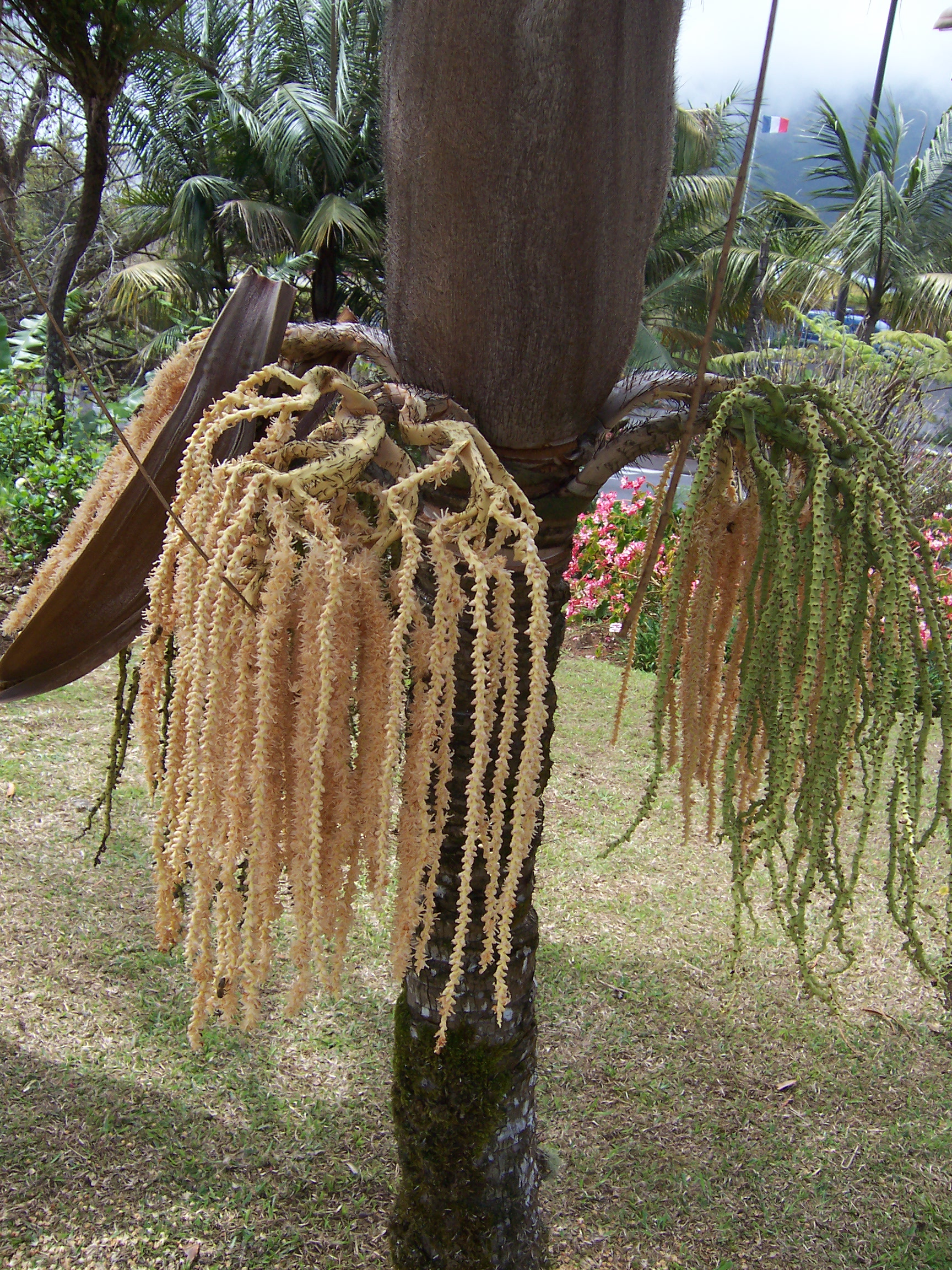
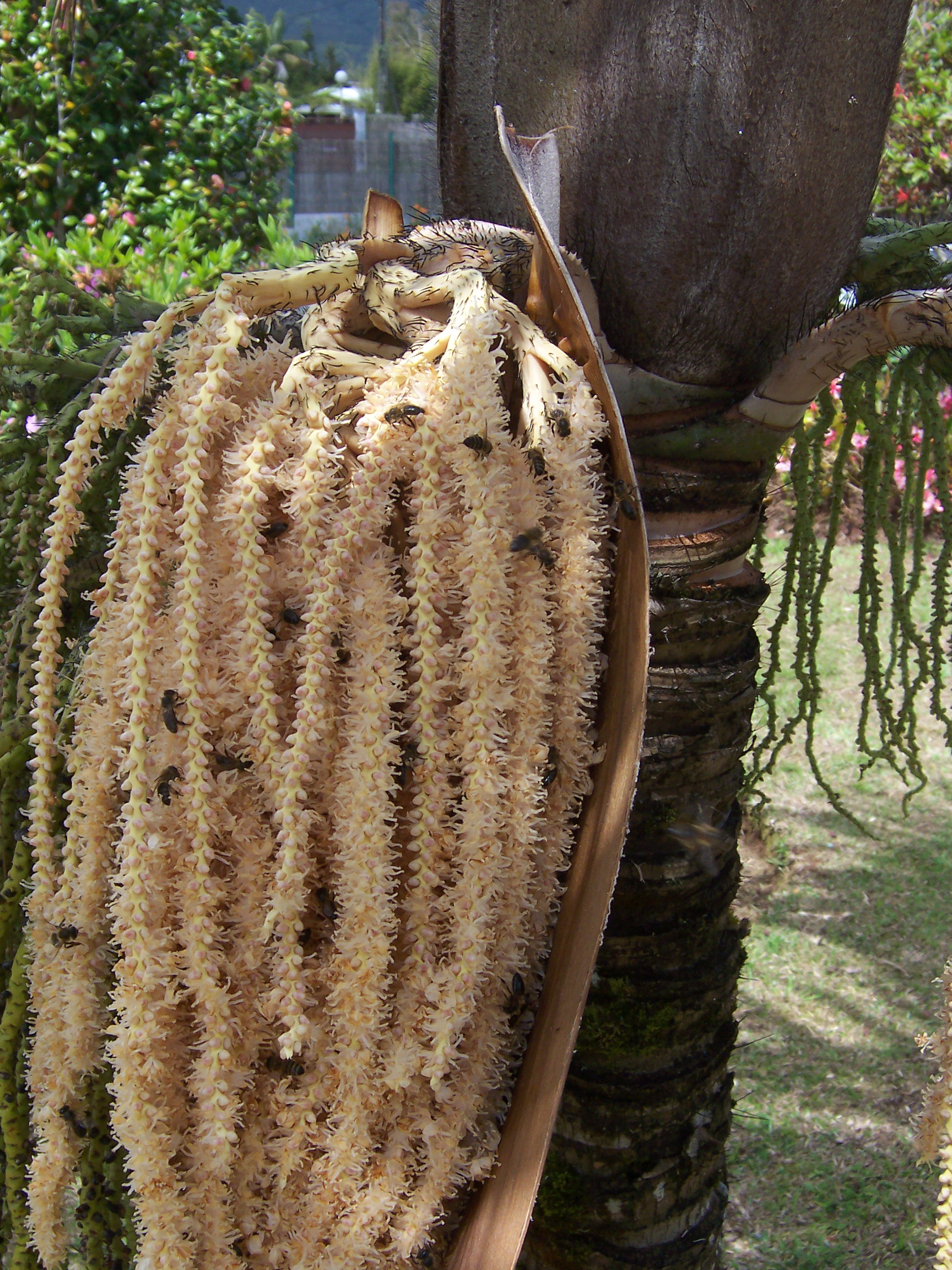
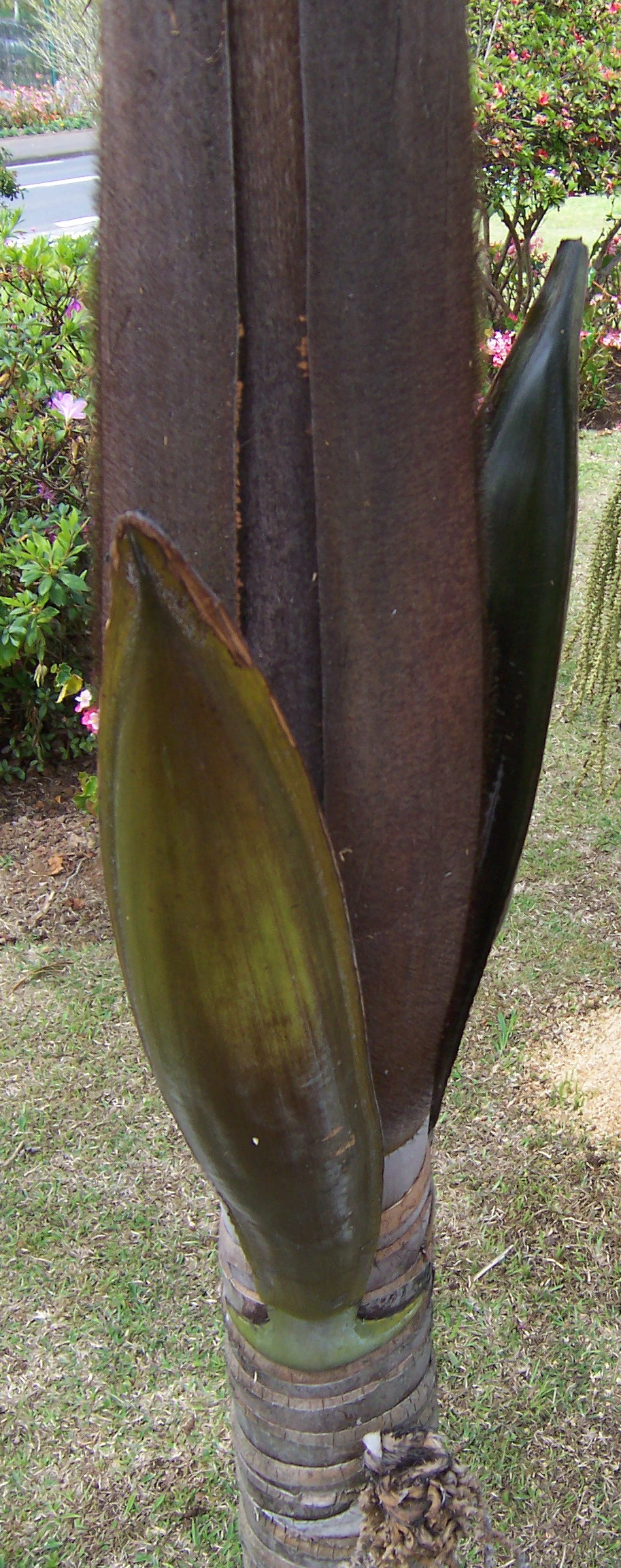